# Surya Bonaly
Surya Bonaly, född 15 december 1973 i Nice, Alpes-Maritimes, är en fransk-amerikansk konståkare. Hon vann under sin karriär fem EM-guld och tog hem tio franska mästerskap (varav nio i damernas åkning). Sedan 1998 är hon bosatt i USA, där hon arbetar som tränare.
Bonaly utmärktes under den aktiva karriären av  stark vilja och ett åkprogram med akrobatiska övningar. Hon var den första kvinna att genomföra en trippel-trippel-kombination och kvadrupel flip, liksom första kvinnan som utförde bakåtvolt på skridsko.

## Biografi

### Bakgrund
Bonaly föddes på ett barnhem i Nice. Hennes biologiska föräldrar var från Réunion (modern) respektive Elfenbenskusten (fadern). Vid åtta månaders ålder adopterades hon av det barnlösa franska paret Suzanne och Georges Bonaly, hemmahörande i Nice. Paret gav barnet förnamnet Surya ('sol' på hindi).
Två år senare köpte familjen en övergiven fårfarm 50 kilometer upp i bergen från Nice, där Surya kom att växa upp utan vare sig rinnande vatten eller elektricitet men med 26 getter som sällskap. Som barn deltog hon i gårdens sysslor och hemundervisades i ämnen som flöjt, engelska, bad/simning och gymnastik. Modern ägnade sig åt flera olika idrotter och uppmuntrade den unga dottern att gå i hennes fotspår. Suzanne Bonaly arbetade vid den tiden som idrottslärare vid Paul-Langevin-skolan i närbelägna Carros.
Den första idrotten som den unga flickan intresserade sig för var fäktning, varefter följde perioder med klassisk dans, simhopp och konståkning. I den sistnämnda disciplinen fick hon yrkesmässig träning av Nicole Erdos (fransk silvermedaljös 1958). I två års ålder började hon åka på dubbelskenade skridskor, vid de besök i ishallen som Suzanne Bonaly (med dotter) gjorde med sin högstadieklass.
Som fyraåring började Surya Bonaly fatta intresse för gymnastik, där hon fick skolning av Éric Hagard (senare tränare för mångfaldiga EM-medaljösen Mélanie de Jesus dos Santos). Slutligen återvände Bonaly dock till konståkningen, efter meningsskiljaktigheter med gymnastiktränarna. Då var hon dock redan en framstående gymnast, och de gymnastiska färdigheterna skulle komma att prägla hennes kommande karriär.

### Tidig karriär
År 1984 såg hon olympiska vinterspelen i Sarajevo, där hon fängslades av Katarina Witt (dubbla OS-guld). Bonaly ville försöka klara av en dubbel axel, vilket ledde till ett vristbrott och två månader i gips. Fram tills att träningen kunde återupptas återupptog hon sina flöjtövningar.
Vid första skridskoträningen efter vristbrottet hade franska landslaget lagt beslag på den lokala ishallen. Suzanne Bonaly bad då landslagstränaren att hennes dotter skulle få chansen att träna efter landslaget. Landslagstränaren Didier Gailhaguet imponerades av den tioåriga flickans envishet i att få till sin dubbla Axel och bjöd in henne till att få träna vid sidan av landslaget under det tre veckor långa träningslägret. Vid slutet av de tre veckorna hade den unga Bonaly nästan nått landslagsmässig nivå, och hon kunde redan utföra en dubbel Axel plus en efterföljande trippel. Gailhaguet föreslog att den unga flickan under det kommande året skulle få träna i Paris med honom.
Familjen Bonaly accepterade erbjudandet och flyttade till Paris. Under sex månaders tid tränade hon i Champigny-sur-Marne, samtidigt som hon fortsatte sin hemskolning och bodde med sina föräldrar i en ombyggd skåpbil. Modern pushade på sin dotter i träningen.
Ett år senare blev den endast elvaåriga Surya Bonaly medlem av det franska konståkningslandslaget. Ett år senare lyckades hon utföra en bakåtvolt på skridskor, ett spektakulärt moment som sedan 1976 var förbjudet i tävlingssammanhang; 1986 utförde hon för första gången en bakåtvolt inför publik, under en gala i Annecy.
Karriären tog även fart i andra idrotter. 1986 tog den trettonåriga Bonaly junior-VM-guld i tumbling. Samma år tog hon silver i lagtävlingen vid seniorernas VM i samma disciplin.
I mars 1987 deltog Bonaly i sin första internationella konståkningstävling, i polska Gdańsk; Bonaly vann tävlingen. Under säsongen 1987/1988 tog hon guld vid franska juniormästerskapen i konståkning, och vid sina första franska mästerskap på seniornivå placerade hon sig på fjärde plats. Hon kvalificerade sig för deltagande i de kommande junior-VM i australiska Brisbane, där hon i tävlingarna slutade på fjortonde plats. Trots den föga framskjutna placeringen bjöds hon in att delta i den avslutande uppvisningsgalan, där hon bland annat utförde en bakåtvolt.
Inspirerad av Florence Griffith-Joyner, som Bonaly följde under sommar-OS 1988, började Bonaly använda sig av mer avancerade kläder och sminkning. Detta inkluderade ett program till Tjajkovskijs Svansjön och klädd som balettens svarta Odile. Hon övergick till att inkludera åtta till nio hopp per program, att jämföra med de sex hoppen i mer klassiska program. 

### Tidiga seniorframgångar
Säsongen 1988/1989 tog Bonaly hem sitt första franska mästerskap i konståkning som senior, och hon segrade även i paråkningen där hon åkte i lag med Benoît Vandenberghe. Samma år hamnade hon på tredje plats vid junior-VM i Sarajevo, på tionde plats i seniorernas VM i Paris, liksom som åtta i EM. Under EM-tävlingarna blev hon den första kvinnliga konståkare att försöka kombinationen trippel Lutz + trippel flip. Hon började under träning samtidigt öva på kvadrupelhopp.
Nästa säsong blev hon silvermedaljör vid junior-VM, fyra på EM och nia vid VM. Under EM försökte hon sig – som första konståkare – på två kvadrupler under samma fria program (Salchow och flip). Under säsongen ströks även de fram till dess obligatoriska figurövningarna från tävlingsprogrammet, något som skulle visa sig gynna Bonalys tävlande.
Säsongen 1990/1991 vann Bonaly VM både på junior- och seniornivå, som första franska konståkare. Dessutom vann hon för första gången EM. Hon avslutade säsongen som femma på VM, trots att hon under tävlingarna lyckades med en kvadrupel flip för första gången i tävlingssammanhang; rotationen för det sista varvet var dock ej avslutad. Bonaly rosades för sin mycket höga tekniska nivå men fick kritik för en sämre elegans och "flyt" under åkningen. Genom sin karriär skulle hennes kvadrupla flip bli hennes signum i tävlingssammanhang.

### Resten av 1990-talet

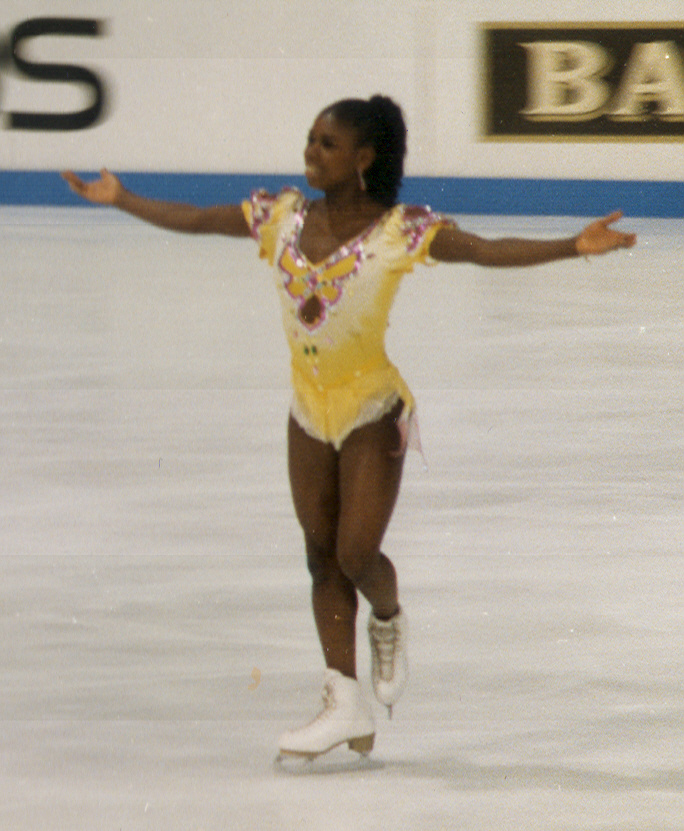
Bonaly vid uppvisningsåkning i Berlin 1992.

Under de kommande åren kom Bonaly att delta framgångsrikt i ett antal större internationella tävlingar. Hon deltog i OS 1992, 1994 och 1998, med som bästa resultat en fjärdeplats vid vinter-OS i Lillehammer 1994. Vid OS 1992 sjönk hon från bronsplats till femte plats efter en inkomplett utförd kvadrupel flip, utförd emot sin tränares inrådan. Hon vann totalt tre VM-medaljer (1993, 1994 och 1995 – alla som silver).
I EM-sammanhang var framgångarna än högre. Från 1991 till 1995 vann hon varenda EM-upplaga, och 1996 kom hon på andra plats. På nationell fransk nivå tog hon guld alla år mellan 1989 och 1997.
Inför 1998 års vinter-OS drabbades Bonaly av en hälseneskada. Hon genomförde sitt tävlingsprogram trots att hon inte fick ta smärtstillande medel (vilket skulle räknats som dopning), och i sitt program utförde hon en bakåtvolt med sträckta men särade ben och en landning på ena foten (eftersom en landning på båda fötterna enligt reglerna inte skulle kunna räknas som ett hopp). Den publikvänliga akrobatiken belönades med en stående ovation från publiken, men bakåtvolter hade förbjudits 1976 och domarna placerade henne på tionde plats. Hon var först att utföra en bakåtvolt med landning på en fot, ett moment som därefter blivit känt som en "Bonaly".

### Senare år
Efter OS 1998 övergick Bonaly till en karriär som professionell. Hon flyttade till Las Vegas, en miljö med gott om professionella uppvisningsgalor. Mellan 1993 och 2007 var hon del av Champions on Ice och deras trupp (där hon enligt uppgift aldrig misslyckades med sin bakåtvolt). 1999 och 2000 deltog hon i proffsens VM och placerade sig där som trea respektive fyra. År 2000 tog hon guld vid Goodwill Games i Lake Placid.
År 2004 erhöll hon amerikanskt medborgarskap. Hon valde mellan de båda länderna som hon levt och verkat i, baserat på hur yrkesmässiga för- och nackdelar.
| Bonaly vid uppvisningsåkning i Nürnberg 2007. |  | Bonaly vid uppvisningsåkning i Nürnberg 2007. |
| Bonaly vid uppvisningsåkning i Nürnberg 2007. |  |                                               |

På senare år har Bonaly synts i olika uppvisnings- och underhållningssammanhang. I december 2011 deltog hon i isgalan Blanche-Neige sur glace ('Snövit på is') i Paris, och året efter syntes hon vid nyårsgalan i italienska Turin. 2012 fungerade hon även som officiell värdinna vid konståknings-VM i franska Nice, något som även skedde vid motsvarande tävlingar i Montpellier tio år senare. Våren 2014 var hon ett av affischnamnen för Holiday on Ice och deras franska turnéframträdanden.
2019 verkade hon första gången som domare i tävlingssammanhang, vid Aurora Games i amerikanska Albany. Samma år fick hon motta franska Hederslegionen.
Under senare år har Bonaly arbetat som tränare både i Las Vegas och i Minneapolis. Hon bor och arbetar numera åter i Las Vegas.